# Jurketinec
Jurketinec is een plaats in de gemeente Maruševec in de Kroatische provincie Varaždin. De plaats telt 470 inwoners (2001).